# Cristina Andersson
Cristina Andersson är en finlandssvensk företagare och författare med fokus på robotik och artificiell intelligens inom företag och samhället. Andersson har jobbat inom robotik och artificiell intelligens sedan 2011.

## Biografi
Andersson studerade pedagogik vid Helsingfors universitet 1986-1991. År 1990 grundade hon företaget Develor som levererar tjänster inom utbildning och processkonsultering till främst finländska industriföretag. Erfarenheterna av konsultprogrammen publicerades i boken The Winning Helix.  Andersson kom in på området robotik och artificiell intelligens år 2011 då hon skrev en bok med sin adjungerade professor Jari Kaivo-Oja, Bohobusiness, där de diskuterar teknologier AI, robotik, 3D-utskrift och Internet of Things (IoT). 
Andersson är sedan 2021 medlem i finländska Arbets- och näringsministeriets program Tekoäly 4.0 (på svenska Artificiell intelligens 4.0) som främjar utveckling och antagande av artificiell intelligens och annan digital teknik i företag. 
Hon har även fungerat som styrelsemedlem i finländska företaget Etteplan.

## Publikationer
- 2012, BohoBusiness - Winning in the Age of Bohonomics, Talentum [4][7][8]
- 2006, The Winning Helix: The Art of Learning and Manifesting Your True Potential, FEP International [9]

## Utmärkelser och priser
- 2020, Topp 100 IT-influencer i Finland, Tivi.fi [10]